# Manon de Montmartre (film)
Manon de Montmartre est un film muet français réalisé par Louis Feuillade et sorti en 1914.
Le film se compose de trois parties :
1. La rencontre
2. Manon mariée
3. La trahison

## Fiche technique
- Réalisation : Louis Feuillade
- Décors : Robert-Jules Garnier
- Société de production : Société des Etablissements L. Gaumont
- Format : Muet - Noir et blanc - 1,33:1 - 35 mm
- Métrage : 615 m
- Genre : Serial
- Date de sortie : 
  - France : février 1914

## Distribution
- René Navarre : Le directeur
- Renée Carl : Mme Bernard
- Georges Melchior : Jean Bernard
- Fabienne Fabrèges : Manon
- André Luguet